# Grimpa-soques barrat del Xingu
El grimpa-soques barrat del Xingu (Dendrocolaptes certhia) és una espècie d'ocell de la família dels furnàrids (Furnariidae) que habita zones boscoses de la conca amazònica, al sud-est de Colòmbia, sud i sud-est de Veneçuela, Guaiana, est de l'Equador i del Perú, nord i est de Bolívia i zona amazònica del Brasil.